# Кастро-Урдіалес
Ка́стро-Урдіа́лес (ісп. Castro Urdiales) — місто і прибережний муніципалітет на півночі Іспанії, у складі автономної спільноти Кантабрія. Населення — 33 225 осіб (2023). Дані про населення відносяться до його чисельності згідно із законом, тому слід зазначити, що влітку населення муніципалітету значно збільшується, перевищуючи фактичне населення за цей час.
Місто розташоване на відстані близько 330 км на північ від Мадрида. На заході та південному заході муніципалітет межує з кантабрійським муніципалітетом Льєндо; на сході та південному сході — з біскайськими муніципалітетами Мускіс, Сопуерта, Трусіос і Арценталес; на південь — з кантабрійським муніципалітетом Гур'єсо. Місто розташоване в 75 км від Сантандера і в 35 км від Більбао. Маючи площу 96,72 км², це один із найбільш густонаселених прибережних муніципалітетів на кантабрійському узбережжі. У Кантабрії лише Сантандер і Торрелавега мають більше населення. Сьогодні це туристичне та житлове місто. Кастро-Урдіалес є дев'ятим за площею муніципалітетом Кантабрії.
Муніципалітет Кастро-Урдіалес складається з міського центру муніципальної столиці та інших місцевостей. Дев'ять з них утворені як райони, тобто мають орган місцевого самоврядування на нижчому рівні, ніж муніципальний: районну раду.
На території муніципалітету розташовані такі населені пункти: Айєнделагва (Allendelagua), Бальтесана (Baltezana), Кастро-Урдіалес (адміністративний центр), Сердіго (Cerdigo), Ісларес (Islares), Луса (Lusa), Міоньйо (Mioño), Онтон (Ontón), Оріньйон (Oriñón), Отаньєс (Otañes), Самано (Sámano), Сантульян (Santullán), Сонабія (Sonabia), Тальєдо (Talledo).

## Етимологія
Назва Кастро Урдіалес складається з двох слів. Перше не викликає сумнівів, оскільки походить від лат. castrum — «замок». Від цієї назви походить і гірська місцевість Кастро.
Слово Урдіалес, однак, викликає більше сумнівів. Було запропоновано гіпотезу, що воно походить від лат. horde[um]ales, тобто «місце ячменю».

## Історичні відомості
Печерні малюнки, знайдені в печерах Ля-Пенья-дель-Куко, Урдіалес, Ля-Ластрілья, Ля-Дарсена і Масісо-де-Хуан Гомес, показують, що ця територія була заселена ще в кам'яну добу. Там виявлені також численні археологічні матеріали та залишки.
Доримські городища (ісп. castros) були знайдені на скелі Сантуйян, Котоліно, Монте Куето і на верхівці Ребаналю.
Діяльність людини могла початися в першому тисячолітті до н. е., в містечку Пенья-де-Самано, де була заснована римська колонія Портус Аманум, яка була перетворена імператором Веспасіаном на місто під назвою Флавіобріга в 74 році.

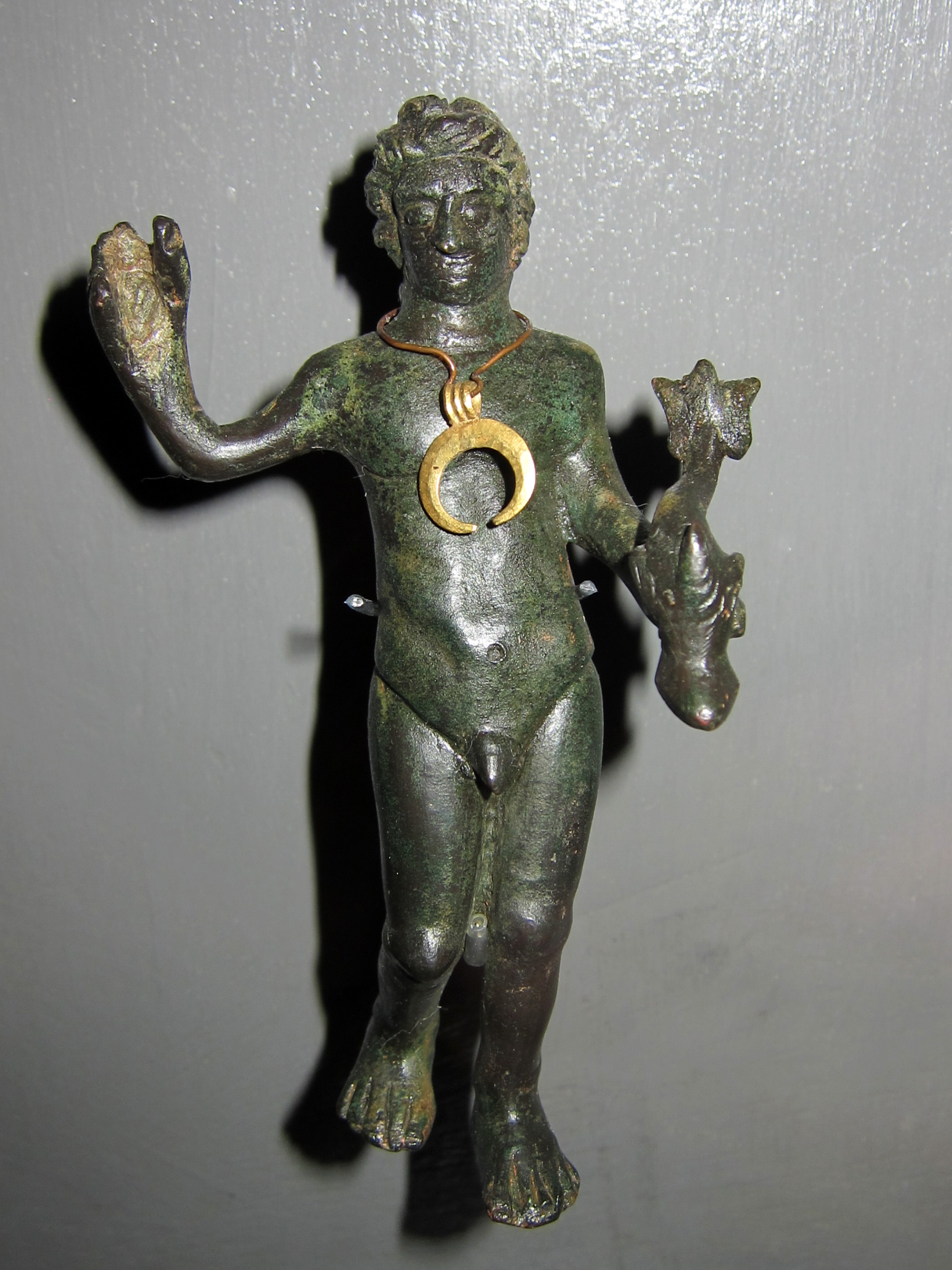
Бронзова скульптура ймовірно юного Нептуна

Пліній Старший у своїй «Природничій історії» написав про існування Portus Amanum, який є частиною Castrum Vardulies. Це корінне поселення було населено доримською племінною групою самано, від якої походить назва долини Самано та річки. Вважається, що це місто мало високий культурний рівень, про що свідчить бронзова скульптура «Нептун Кантабро» заввишки 14 см, яка, ймовірно, являла собою місцеве божество, яке тримає дельфіна в одній руці та, можливо, тризуб в іншій. Ця група була присвячена рибальству, сільському господарству та скотарству, оскільки територія була сприятливою для цих практик. Було знайдено кілька залишків бронзової кераміки, заліза та залишки пшениці, раковин та екскрементів.
Клавдій Птолемей писав, що ця частина узбережжя належала до земель автригонів. Флавіобріга була законною колонією та монастирем з юрисдикцією над дев'ятьма містами: Уксама, Сегісамункуло, Антекуха, Деобріга, Вінделія, Саліоніка, Трітіум, Метайюм і Біруеска. Пізніше, у X столітті Флавіобріга була столицею аманських народів, які входять до складу автригонів. Колонія зберігала своє значення протягом II—III століть, про що свідчить будівництво стіни в 140 році та ремонт дороги, яка з'єднувала її з внутрішніми районами, в 237 році, останньому році імператора Максиміна.
З III століття до початку XII століття була глибока криза через війни з вестготами і норманами. Як і багато інших міст на кантабрійському узбережжі, Кастро-Урдіалес, ймовірно, був спустошений герулами або вестготами в V столітті. Згідно з хронікою Ідація, де згадується 426 рік, це сталося ймовірно тоді, коли Теодоріх I переміг герулів або свевів на річці Орбіго. Ймовірно місто було відремонтоване або перебудоване кантабрійцями в 585 році.
Можливо, воно зазнало нападу норманів, які в 846 році перетнули Біскайську затоку, і достовірні історичні новини не появлялися, поки в 1037 році він не було інтегроване до королівства Памплона. 28 травня 1040 року Гарсіа Санчес III з Памплони передав своїй дружину Естефанії місто серед інших територій разом з їхніми лордами. У 1102 році з нагоди візиту єпископа Бургоса місто з'являється в документі під назвою Castrum Ordiales, саме цьому поселенню Альфонсо VIII Кастильський надав у 1163 році привілей поселення зі своєю юрисдикцією, за зразком Логроньйо, щоб підтримувати морське сполучення Кастилії з Англією та Францією, ставши першим кастильським приморським містом. Схоже, що людиною, яка запропонувала це рішення монарху, був Лопе Діас I де Аро, колишній володар Біскайї та лейтенант Кастро-Урдіалеса і Меріндадес Старої Кастилії.
Основною діяльністю міста в середні віки було переважно морське судноплавство. Відбувалося будівництво кораблів на верфях Самано, на річці Бразомар. Кастро-Урдіалес брав участь в Реконкісті шляхом надання кораблів і людей до кастильського флоту. Процвітала риболовля, китобійний промисел і морська торгівля.
У 1163 році в місті Бургос Альфонсо VIII надав Кастро-Урдіалесу титул міста через хартію Fuero de Logroño. Варто відзначити важливість міста в той час і послуг, наданих короні, оскільки воно було першим на кантабрійському узбережжі, яке отримало його. Сантандер отримав його лише в 1187 році, Ларедо в 1201 році, Бермео в 1236 році, Більбао в 1300 році.
За часів Фернандо III кораблі з Кастро-Урдіалеса брали участь у завоюванні Севільї.
У 1262 році, за часів Альфонсо X, місто взяло участь у відновленні населення Кадіса, відвойованого тоді в арабів.
У 1296 році в Кастро-Урдіалес було створено Братство ВМС Кастилії (ісп. Hermandad de la Marina de Castilla) або Братство марісмів (ісп. Hermandad de las Marismas), в якому брали участь Сан-Вісенте-де-ла-Баркера, Сантандер, Ларедо, Кастро-Урдіалес, Бермео, Гетарія, Сан-Себастьян і Віторія-Гастейс. Основною метою братства був захист морської торгівлі та союз із королем для збереження привілеїв і запобігання зловживанням з боку знаті. Це братство підтримувало постійну конфронтацію з англійцями, особливо з тими, хто оселився в Байонні.
У XIII столітті була побудована церква Санта-Марія-де-ла-Асунсьйон (Iglesia de Santa María de la Asunción).
Тоді виникла грошова одиниця міста «кастро», якою користувалися містяни між 1394 і 1471 роками.
У 1360 році Едуард Чорний Принц прийшов на допомогу королю Педро I Жорстокому в його боротьбі проти Енріке де Трастамара, брата Педро I і союзника Карла V. Педро I зобов'язався покрити всі витрати військ Чорного Принца на кампанію, право рятувати будь-яких полонених, яких захопили його війська, і поступитися йому містами Бермео, Кастро-Урдіалес і Більбао та простором між двома останніми, які простягаються на дві ліги від узбережжя до внутрішніх районів. Чорний Принц з потужною армією, яка складалася з англійських військ і французьких підданих, у супроводі свого брата, герцога Ланкастерського, розгромив армію Енріке де Трастамара в битві при Наєрі в 1367 році. Король Педро I відмовився виплатити йому домовлені гроші за допомогу, тому Чорний принц залишив Кастилію, кинувши Педро I, що в довгостроковій перспективі принесло йому поразку.
У 1394 році Кастро-Урдіалес приєднався до Біскайської сеньйорії, шукаючи таким чином захисту від міжусобиць. 26 серпня 1463 року представники міста підписали Старий закон Біскаї (ісп. Fuero Viejo de Vizcaya) 1452 року в Будинку зібрань у Герніці. Місто належало Біскайській сеньйорії до 1471 року, коли попрохало і домоглося свого відділення через сертифікат, виданий Педро Фернандесом де Веласко, лордом Дому покоїв, графом Аро і головним камергером Хуана II Кастильського.
«Дворянська рада морських навігаторів Святого Андрія» (ісп. Noble Cabildo de Navegantes y Mareantes del Señor Santo Andrés) була заснована за привілеєм Енріке III у 1395 році та підтверджена Феліпе II у 1548 році.
З відкриттям Америки відбулося комерційне відродження Кастро-Урдіалес, який присвятив себе майже виключно комерційній діяльності із заморськими колоніями та практично відмовився від торгівлі з Атлантичною Європою.
Наприкінці XVI століття чума, яка спустошила місто, разом із безперервними штормами призвели до значного скорочення населення міста. Ось чому Кастро-Урдіалес поступово почав втрачати значення, і разом із містами Ларедо, Сан-Вісенте-де-ла-Баркера та Сантандером утворив корегідорство чотирьох морських портів Кастилії, чий корегідор знаходився у Ларедо.
У 1588 році місто брало участь у плаванні Непереможної Армади з 15 кораблями та приблизно 400 вояками, якими командував Антоніо Уртадо де Мендоса (Antonio Hurtado de Mendoza).
У 1676 році були вжиті кроки до відокремлення від коррегідорства та повторної інтеграції до Біскайської сеньйорії, кроки, які провалилися через спротив міста Більбао, яке використовувало свої переваги для торгівлі. У 1738 році в обмін на пожертву в 140 000 ескудо Кастро-Урдіалес отримав дозвіл від Філіпа V приєднатися до Біскайської сеньйорії. Проте у 1741 році місто повернулася до коррегідорства. З 1745 по 1763 рік місто залишалося в аномальній адміністративній ситуації, поза юрисдикцією Кастилії та Біскайї, після безуспішної спроби повернутися до домініону. У 1763 році Карл III реінтегрував місто у коррегідорство. Остання сесія міської ради, на якій обговорювалося приєднання до Біскаї, відбулася 30 жовтня 1774 року.
У 1796 році Кастро-Урдіалес та деякі інші східні території були включені до складу провінції Кантабрія. З 1799 по 1801 рік місто входило до складу морської провінції Сантандер (Provincia marítima de Santander). У 1833 році стало частиною провінції Сантандер (Provincia de Santander).
11 травня 1813 року після сильного опору його захопили франко-італійські наполеонівські війська генерала Фуа. Місто практично було зруйновано, а частині захисників вдалося втекти на англійських кораблях.
У середині XIX століття відбулося відродження міста завдяки гірничій діяльності, зростанню значення рибальства та рибоконсервних заводів. Це зростаюче значення стало очевидним, коли 18 грудня 1909 року король Альфонсо XIII надав тодішньому місту Кастро-Урдіалес статус повноцінного міста.
Жахлива пандемія іспанського грипу в 1918 році залишило регіон Кастро забутим. Муніципалітет отримав допомогу від влади Біскайї, і саме ця ситуація змусила місцеве населення вимагати його приєднання до країни Басків. Наступна муніципальна корпорація відхилила це прохання колишньої корпорації Кастро.
Близькість міста до Більбао (35 км), ціни на житло, які доступніші в кантабрійському місті, ніж у баскському, і загроза тероризму в країні басків означали, що з 1996 по 2007 рр. 65 % жителів Кастро-Урдіалес походили з провінції Біскайя. Баскська імміграція до Кастро-Урдіалес призвела до появи політичних партій незалежності басків, таких як вимерла та нелегальна «Баскська національна дія». Ставилося питання розгляду можливості приєднання кантабрійського міста до країни басків. У зв'язку з цим кантабрійські парламентарі та політичні партії прокоментували, що це «нісенітниця, далека від реальності та почуттів кантабрійців» і «незв'язне марення»

## Економіка
3,3 % населення Кастро-Урдіалес займається первинним сектором. На будівництво припадає 15,1 %, промисловість — 18,9 %, третинний сектор — 62,7 %. Сільськогосподарська діяльність у муніципалітеті Кастро-Урдіалес характеризується існуванням дуже вираженого дрібного господарства. Фрагментація власності породжує площі, значно нижчі від середнього по регіону, хоча це компенсується ступенем парцеляції, меншим за половину того, що існує в Кантабрії, а також середнім розміром ділянок, який також є вищим.
Цей тип дрібної господарської власності є результатом історичної практики окупації землі, а також географічних, юридично-політичних, економічних і психологічних факторів, таких як труднощі спілкування або фізичне відокремлення, передача власності, індивідуалізм і культ приватної власності на засоби виробництва тощо. Його існування ускладнює перетворення сімейного бізнесу, який є маленьким і погано керованим, на справжню сільськогосподарську компанію.
На орних землях практика інтенсивного садівництва, які також включають вирощення кормових культур, стає все більш очевидною через близькість міських центрів. Організація сільськогосподарського простору Кастро-Урдіалес включає тваринництво як основну діяльність, засновану на сімейному бізнесі, за винятком виняткових випадків. З іншого боку, протягом історії рибальством займалось велика кількість містян, пов'язаних між собою в «Братство Мареантес де Сан-Андрес».
Ці рибалки ловлять головним чином макрель, анчоусових, хека, сардин, морського вугра, паута та ставриду. Риболовля зазвичай здійснюється на березі різними способами, такими як кошельковий невід, воланта, на живця, тролінг тощо. Проблеми в секторі глобальні, і мало хто хоче інвестувати в покращення човнів чи матеріалів.

## Демографія
Динаміка населення (INE ):
Випадок Кастро-Урдіалеса важливий з демографічної точки зору. Хоча де-юре населення муніципалітету загалом перевищує 30 000 жителів, через його близькість до столичного району Більбао, його де-факто населення (плаваюче населення, яке не зареєстроване в муніципалітеті, але проживає там регулярно) становить набагато більше, ніж легальне населення. Через це муніципальні служби, підпорядковані міській раді, перевантажені збільшенням населення влітку. Туристична привабливість території є не менш визначальним фактором у цьому збільшенні населення. Дані показують, що воно закріпилося як головне місто, що призвело до збільшення населення Кантабрії. Якщо взяти до уваги, що за останні десять років кількість жителів Кантабрії зросла на 30 тисяч осіб, Кастро-Урдіалес становить майже 50 % цього приросту.
Перепис, підготовлений Національним інститутом статистики, не включає реальну кількість жителів Кастро-Урдіалеса, оскільки незареєстроване населення в муніципалітеті становить близько 38 тисяч жителів, тому, додавши обидва населення, Кастро-Урдіалес досягне реального значення. населення понад 70 000 жителів, особливо в періоди піку туризму. Згідно з тими самими оцінками, 35 % нових кастреньо походять із Країни Басків, а 7,2 % є іноземцями.

## Орографія
Сьєрра-де-Оз — це гірський масив, який розташований на заході, утворюючи природну межу з долиною Агуера, найвищою точкою якої є Альто-де-Серредо (643 метри). Інші гори піднімаються на південь між долинами Самано та Отаньєс, досягаючи 731 метра на вершині Вентосо. На південному кінці найвища точка муніципалітету досягається на вершині Бетайо (749 метрів), розташованій на кордоні з провінцією Віскайя. Історичний центр підноситься над рівнем моря на 7 метрів.

## Гідрографія
Головною річкою в регіоні є Агуера (Río Agüera), яка впадає в гирло Оріньйона (Ría de Oriñón), нижня течія якої проходить через долину Гур'єсо, утворюючи природну зону Ріо-Агуера (Zona Especial de Conservación Río Agüera), яка має значення для громади. Зазначений естуарій ділить муніципалітет Кастреньйо на дві частини, залишаючи міста Сонабія (Sonabia) та сам Оріньйон (Oriñón) як ексклав на заході, а більшу частину — на сході. Інші річки, які протікають через муніципалітет, — це Міоньйо та Сабіоте, а також численні потоки, такі як Самано (Río Sámano), Табернільяс або Бразомар.
Довжина берегової лінії муніципалітету становить майже 20 км, що робить Кастро-Урдіалес найдовшим на кантабрійському узбережжі.

## Клімат
Кастро-Урдіалес, як і решта автономного співтовариства, має вологий атлантичний клімат із рясними й постійними опадами протягом року, що пов'язано з близькістю до моря. Знаходження так близько до Біскайської затоки діє як тепловий буфер, запобігаючи надмірному підвищенню температури вдень і надмірному падінню вночі. Таким же чином Гольфстрим сприяє пом'якшенню температур порівняно з тими, які б їм фактично відповідали залежно від широти, на якій воно розташоване. Все це означає, що температури зазвичай не перевищують максимальних значень 30 °C із середніми значеннями, які залишаються нижче 20 °C, а амплітуда тепла становить від 8 до 15 °C.

## Пам'ятники та визначні місця
Монументальний комплекс Кастро-Урдіалес, також відомий як Пуебла-В'єха, має середньовічне походження і розташований на березі моря. Його було оголошено історико-мистецьким об'єктом у 1978 році через його багату спадщину, яка складається з різноманітних пам'яток.
Церква Санта-Марія-де-ла-Асунсьйон (Iglesia de Santa María de la Asunción) виконана в готичному стилі. Побудована за сприяння короля Кастилії Альфонсо VIII у XIII столітті (хоча повністю будівництво завершено у XV столітті). Це храм із планом базиліки, що складається з трьох нефів. Всередині можна побачити зображення Білої Богородиці та Лежачого Христа, а також три готичні різьблені зображення трьох волхвів. Церкву оголошено національним пам'ятником Іспанії у 1931 році.
Палац, замок-обсерваторія та сади Очарану, охороняються з 1985 року. Замок-обсерваторія датується 1914 роком, він має неоготичний стиль і розташований на вулиці Леонардо Рукабадо. Палац Очаран або Токі-Едер побудований в 1901 році. Це будівля в еклектичному стилі: вона має портик з колонами та іншими елементами грецького стилю, а також фриз із різнокольорових плиток.
Каса Сотілеса (відома ще як шале Солтілеса) наразі реконструйована під житло. Розташована на початку пляжу Брасомар.

## Пляжі міста
Є 6 пляжів: Оріньйон (Playa de Oriñón), Аренільяс (Playa de Arenillas), Остенде (Playa de Ostende), Брасомар (Brazomar), Дісідо (Dícido), Ель Беррон (Playa de El Berrón).

### Оріньйон
Розташований у невеликому однойменному прибережному містечку. Пляж укладений між двома скелями (ліворуч величезна скеляста стіна вкриває місто Оріньйон; праворуч гора, на якій розташований серповий тунель A-8). Приплив і відплив дуже яскраво виражені, різниця перевищує 500 метрів. Цей пляж є частиною лиману Оріньйон, гирла річки Агуера.

### Аренільяс
Це невеликий пляж, який зникає під час найвищих припливів, а під час відливу залишає красивий простір між скелями, оточеним потужною скелею, яка з'єднується з пляжем Оріньйон. Його часто відвідують нудисти.

### Остенде
Він має форму мушлі, завдовжки 900 метрів, а завширшки в середньому — 50 метрів. Пляж розділений на дві частини, меншу називають «бійнею», тому що поряд з нею була розташована стара муніципальна бійня. Більша за розміром частка створена на 1990-х років з кар'єрного гравію, хоча є ділянки, де природний пісок поступово замінив мелений камінь.

### Брасомар
Це піщаний пляж з високим потоком відвідувачів. Тут пропонується хороший рівень послуг і можливість зайнятися різними водними видами спорту. Не має доступу для людей з обмеженими можливостями. Завдовжки 400 метрів і завширшки в середньому 40 метрів.

### Дісідо
Невеликий пляж, який є окрасою села Міоньо (Mioño), яке входить до муніципалітету.

### Ель Беррон
Розташований за 500 метрів від району Онтон. Найближча дорога — N-634, автомагістраль A-8 зовсім поруч. До пляжу можна дістатися пішки, але це важко. Там же розташоване гирло потоку Сабіоте.

## Миси
- Пунта-Лансадор
- Кабо-Чебольеро або Пунта-Сонабія (відома як Бальєна Оріньйон)
- Пунта-де-Ісларес
- Пунта-де-Сердіго
- Пунта-дель-Ребаналь
- Пунта-де-ла-Пепіна
- Пунта-де-лос-Куервос (Punta de los Cuervos[es]) (популярна назва Пунта-Естебанот)
- Пунта Котоліно
- Пунта-де-Міньо (або Пунта-де-ла-Горда)
- Пунта де Салтакабальос
- Пунта де Онтон (або Пунта де ла Гаріта)

## Острови
- Ісла де лос Коньєхос (Кролячий острів)
- Ісла де лас Гавіотас (Острів чайок)

## Лимани та бухти
- Бухта Урдіалес
- Бухта Брасомар
- Естуарій Оріньйон (Ría de Oriñón[es]), гирло річки Агуера (Río Agüera[es])
- Берегова лінія, яка закінчується скелями

## Міста-побратими
- Кабур
- Ер-сюр-л'Адур
- Херес-де-ла-Фронтера
- Мієк (Західна Сахара) (Miyec[es])
- Букраа, один з таборів для біженців із провінції Тіндуф (Алжир) (Campos de refugiados de la provincia de Tinduf[es])

## Галерея зображень

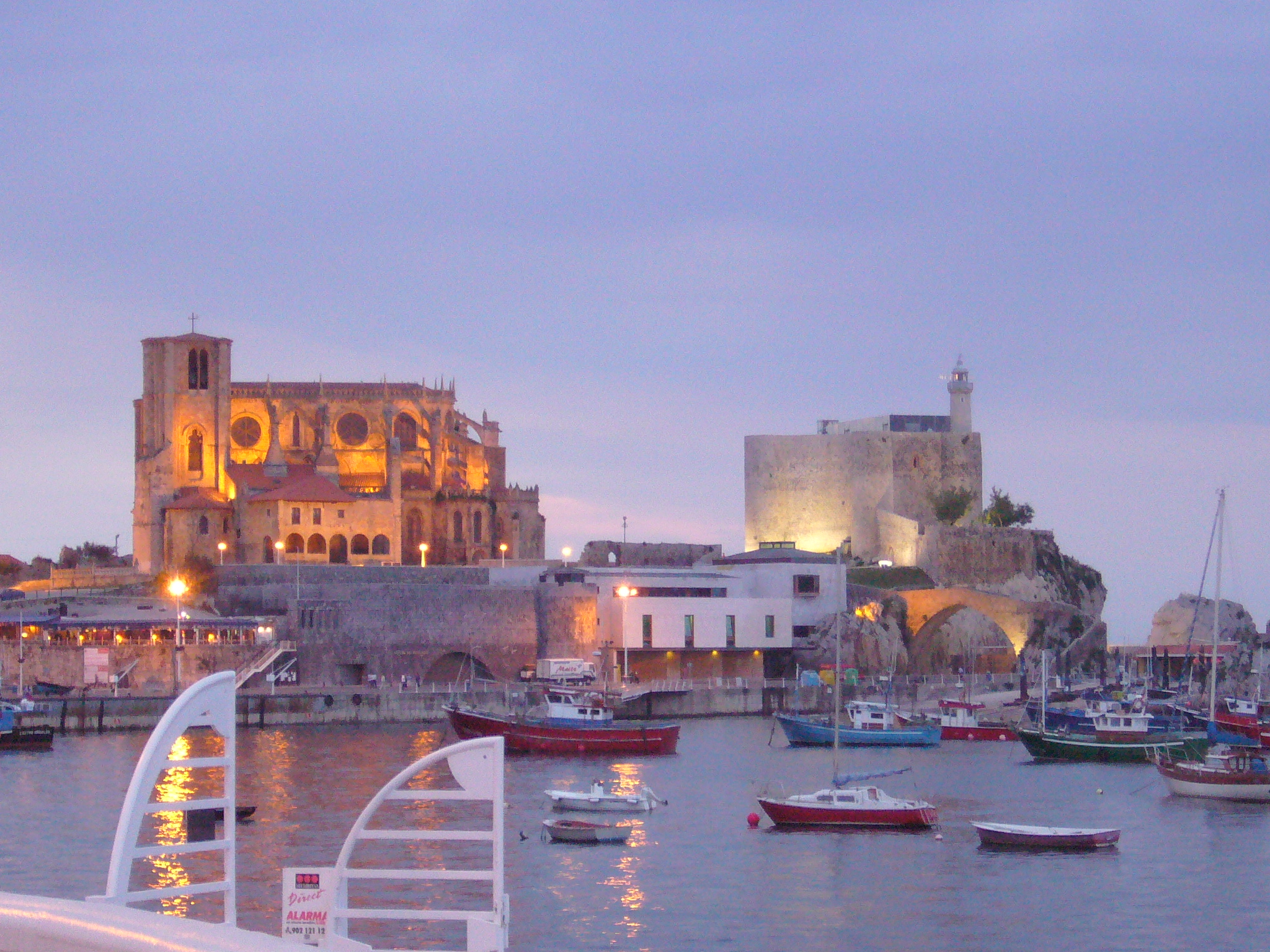
Церква Санта-Марія-де-ла-Асунсьйон і маяк замку Санта-Ана
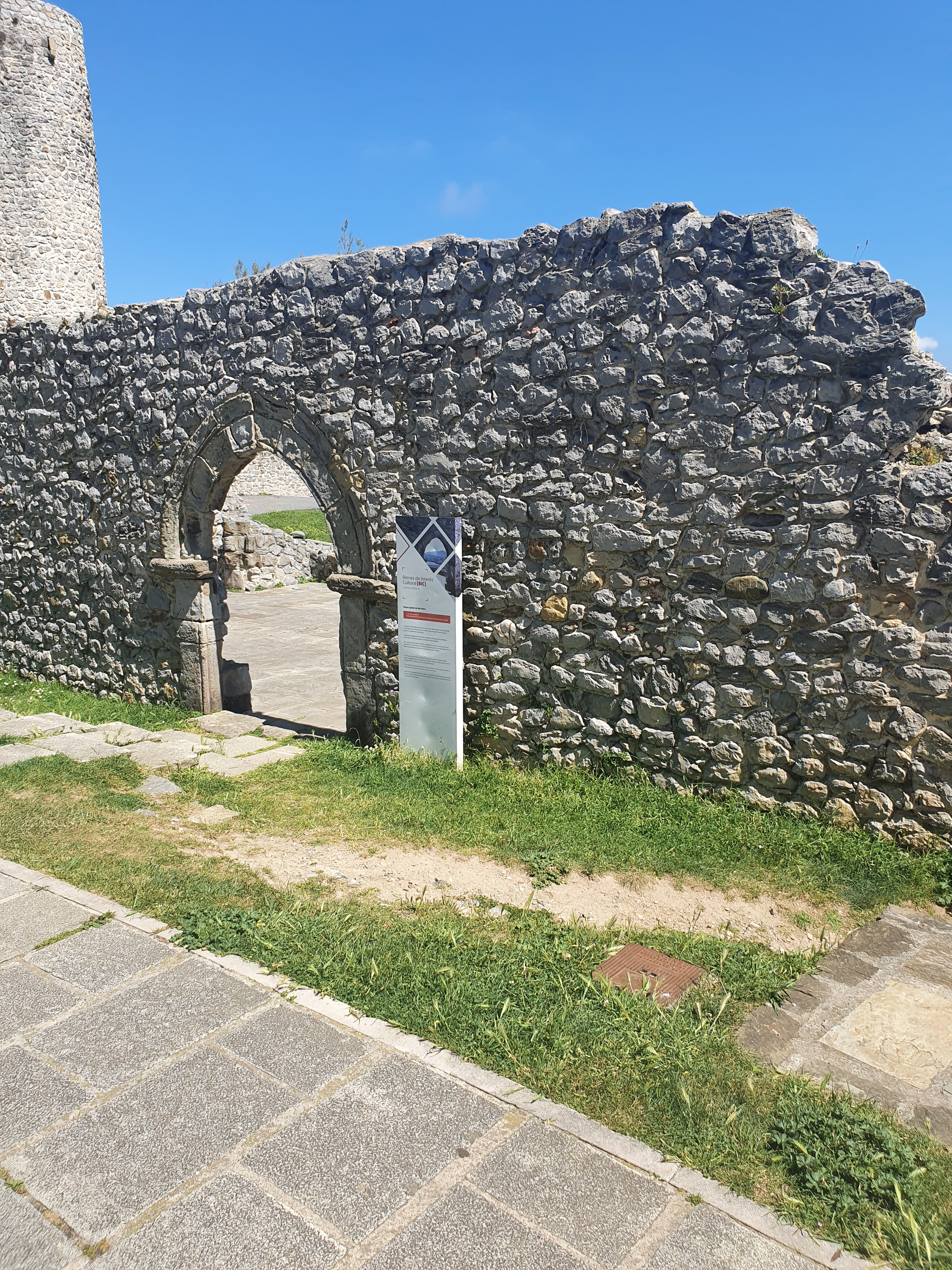
Залишки стіни XII століття поблизу церкви Санта-Марія-де-ла-Асунсьйон і маяка замку Санта-Ана
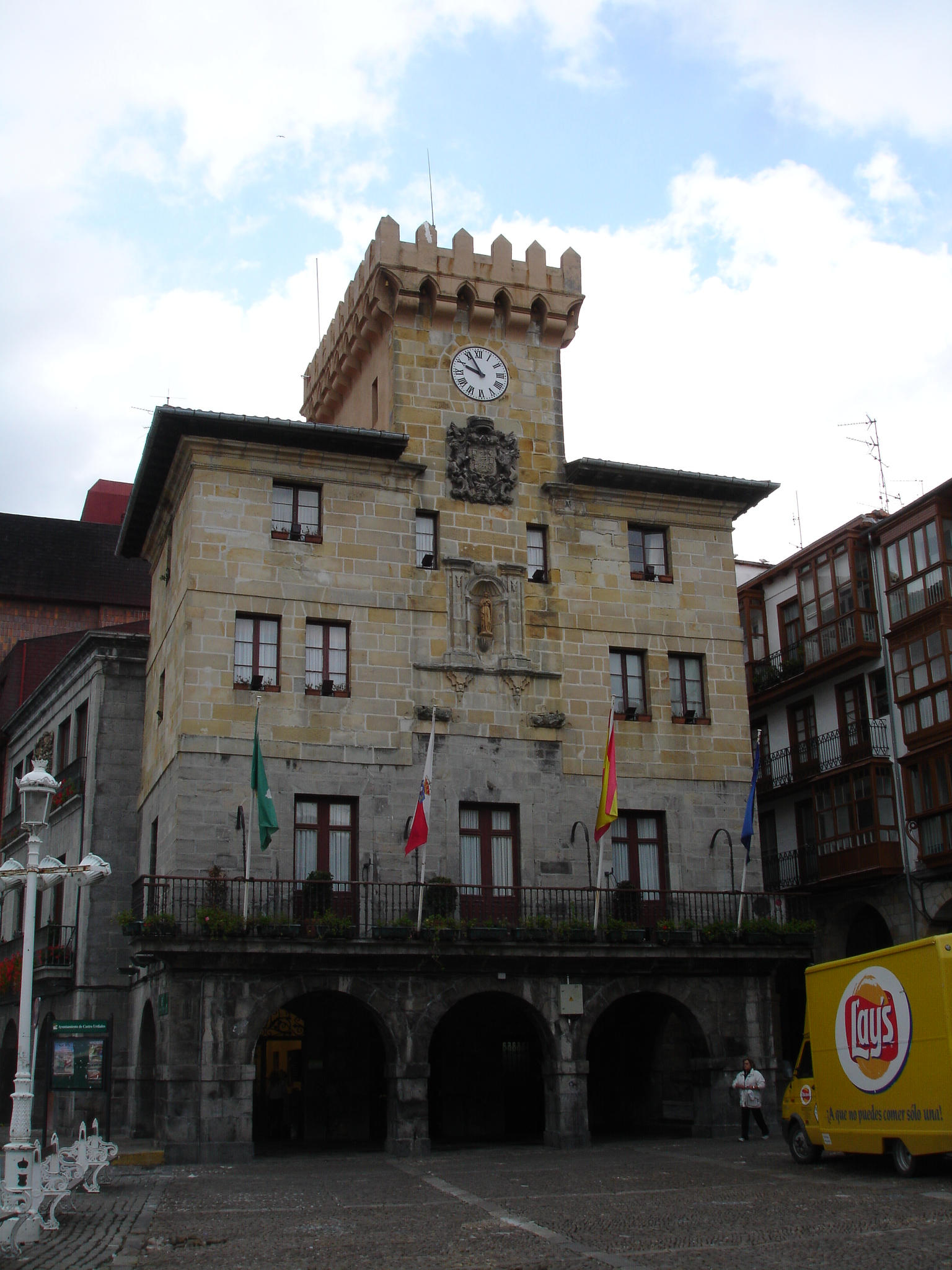
Муніципальна рада
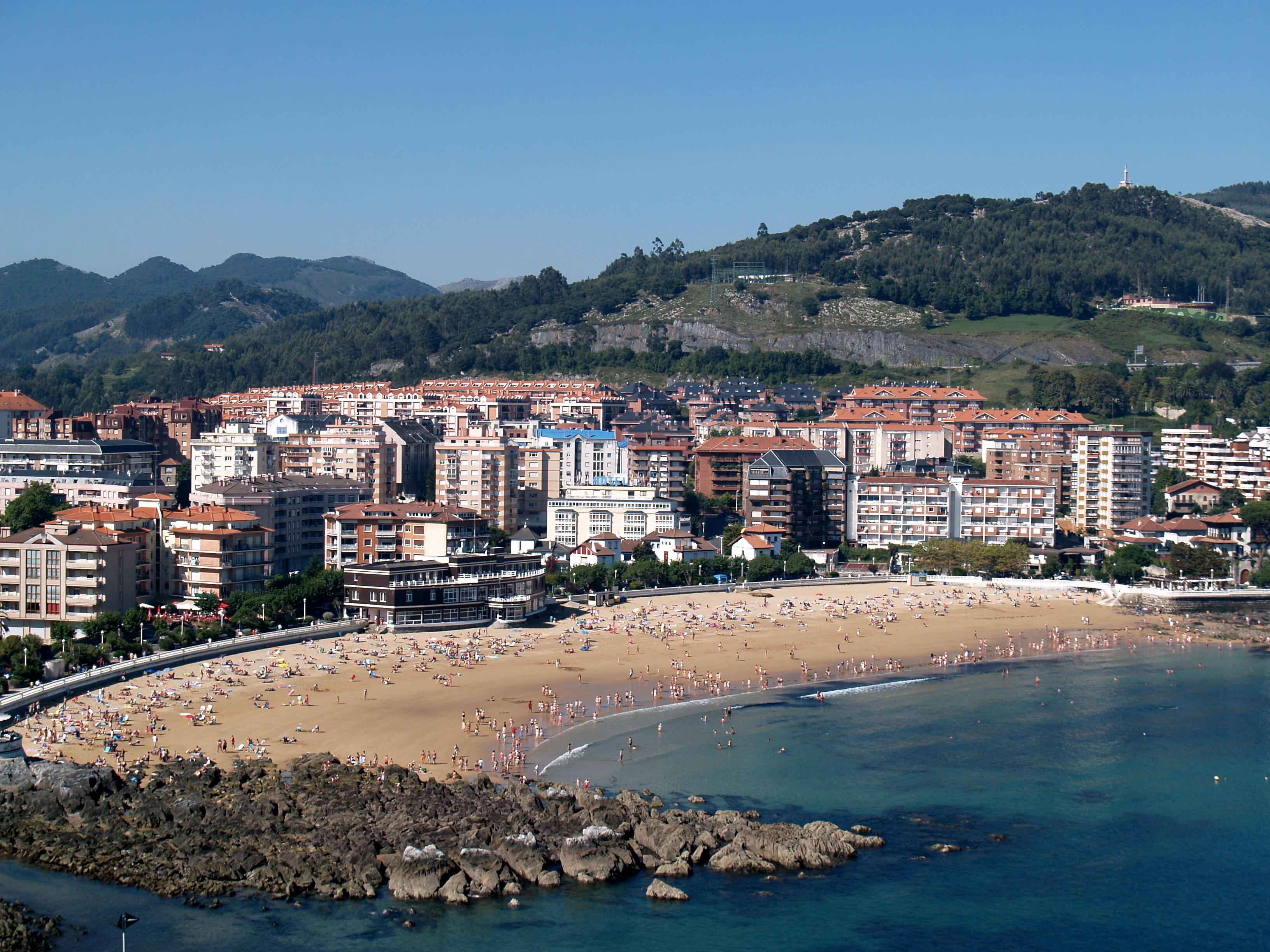
Пляж Брасомар, Кастро-Урдіалес
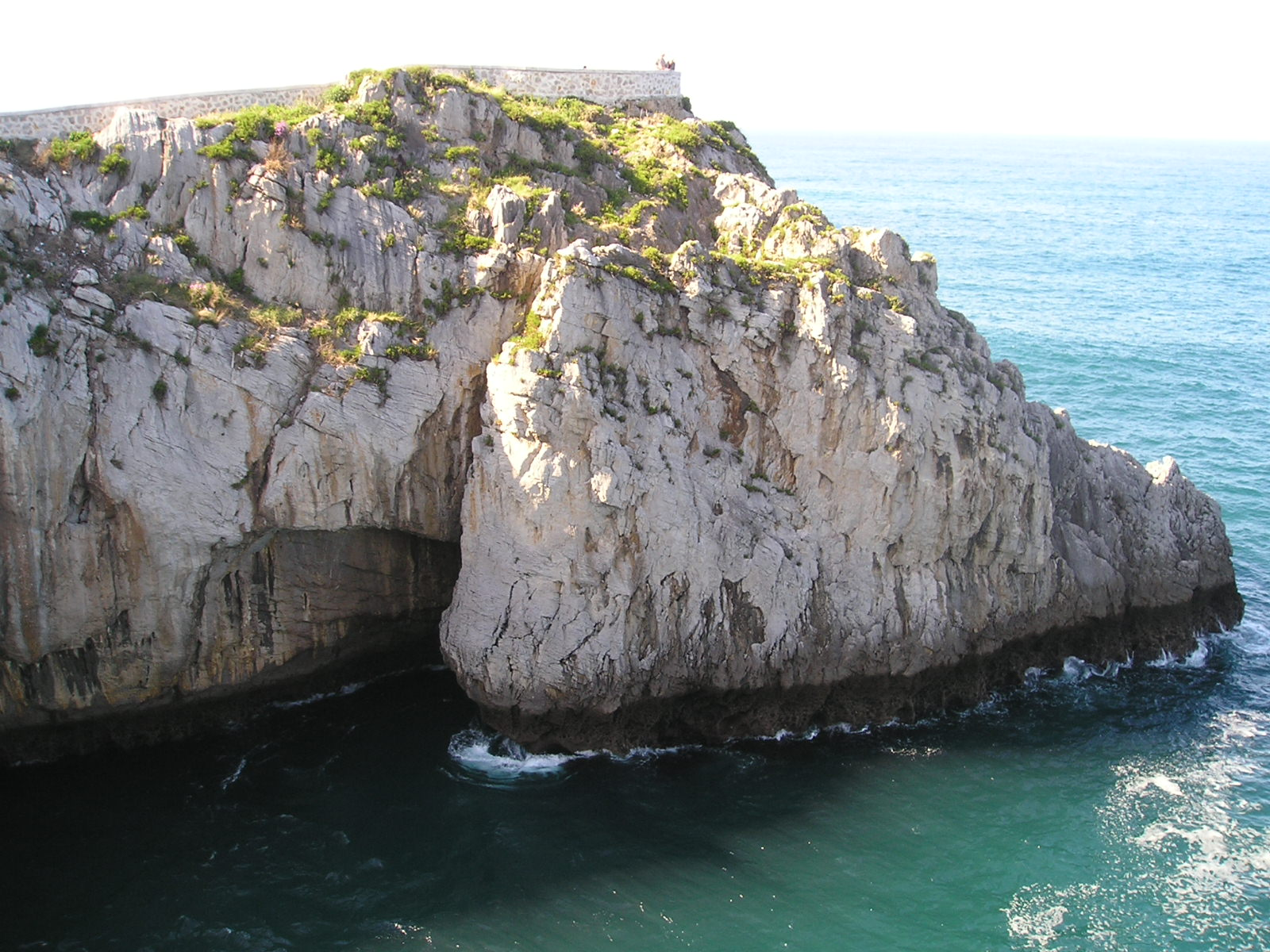
Узбережжя Кастро-Урдіалес
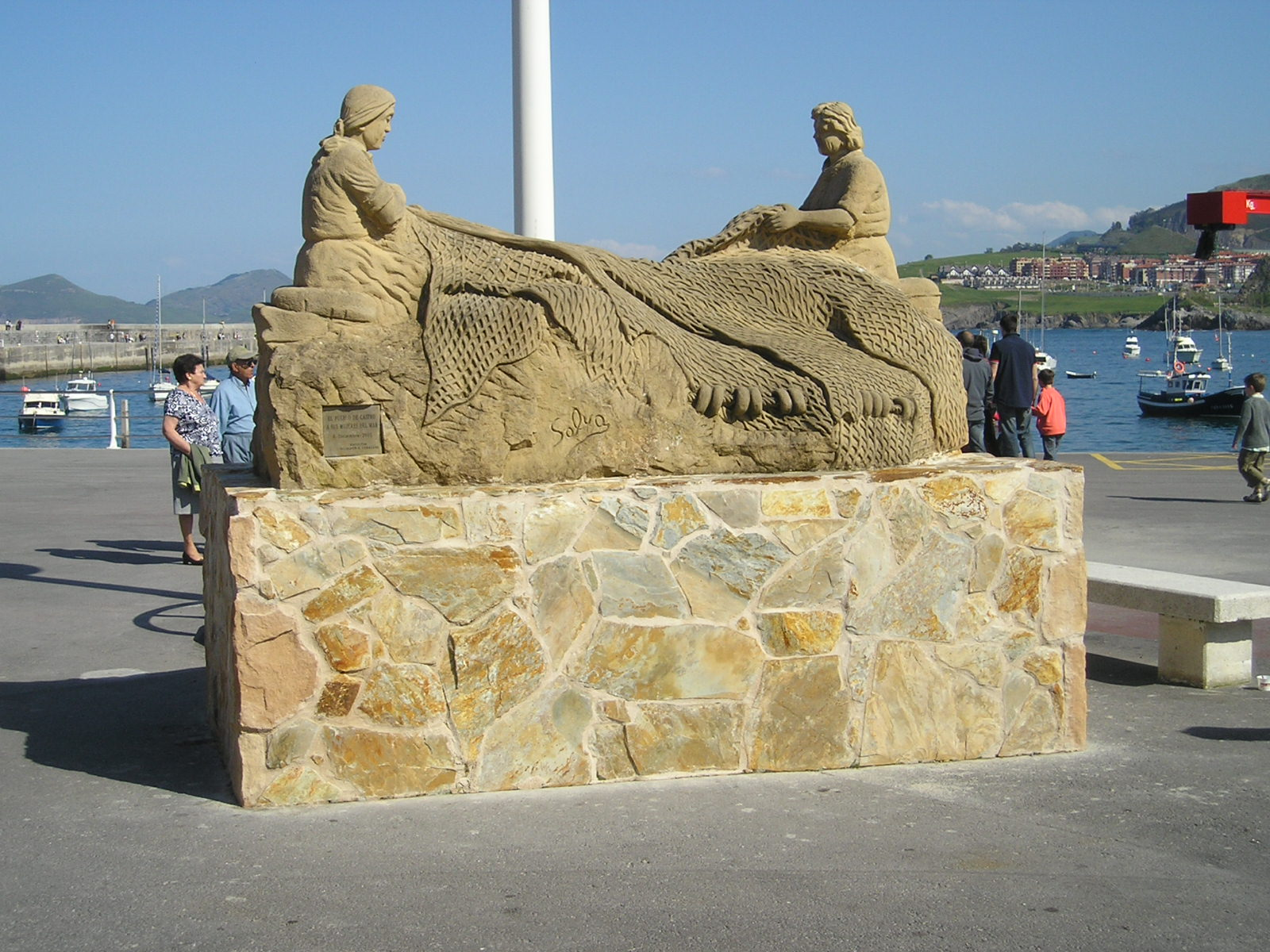
Пам'ятник на березі моря в Кастро Урдіалес
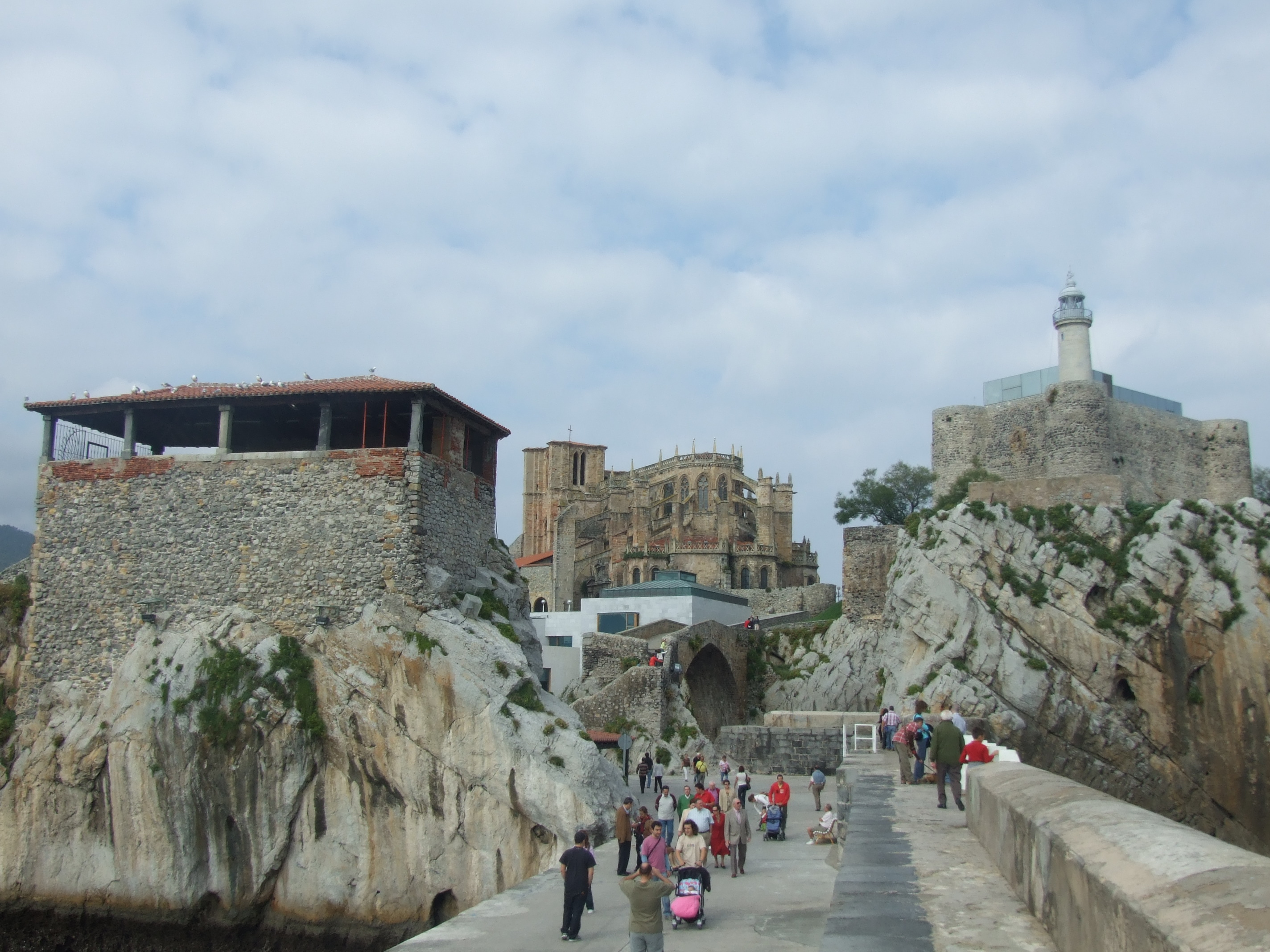
Маяк, церква та Сан-Гійєн
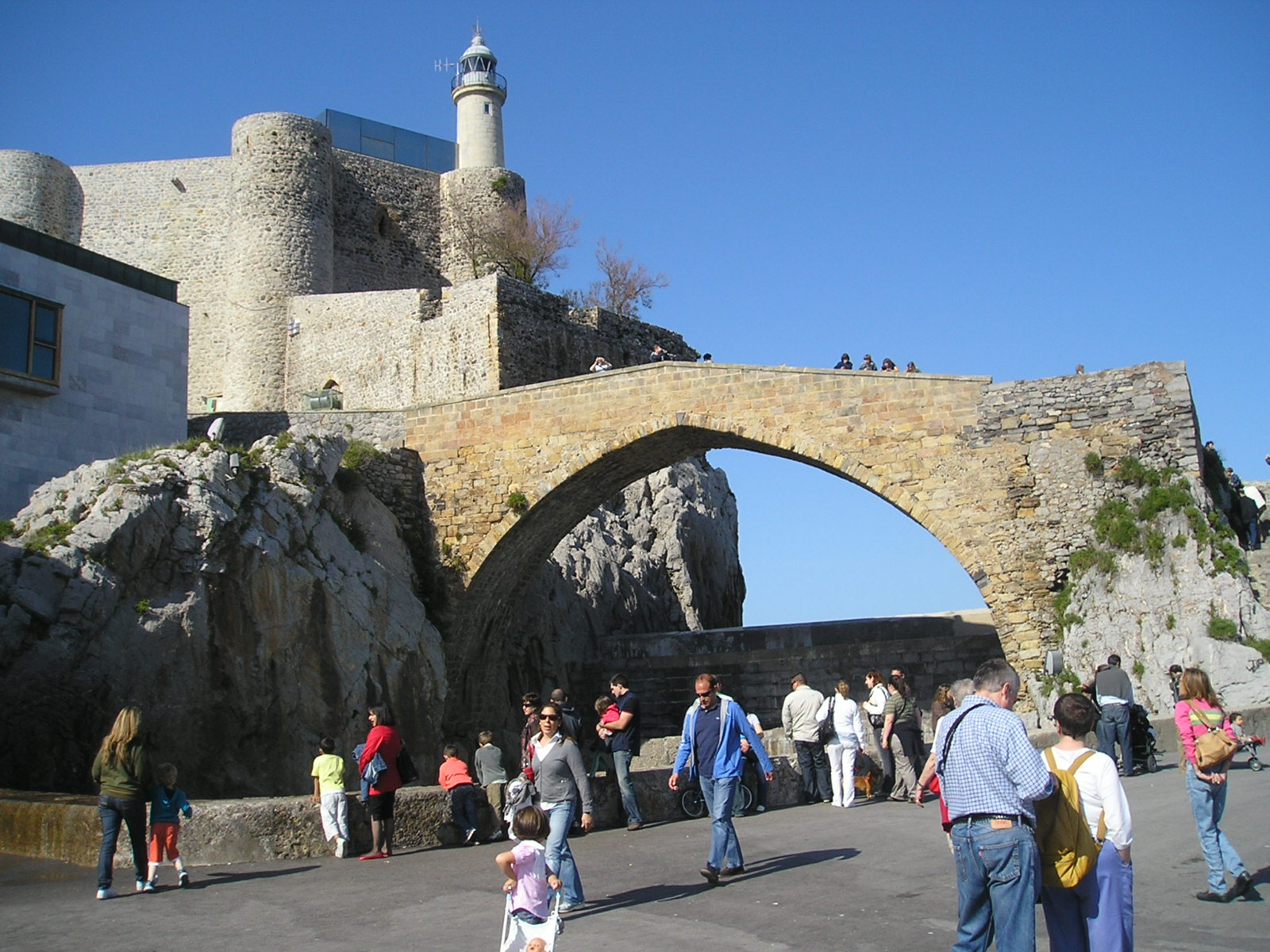
Маяк замку Санта-Ана, розташований поруч із церквою Санта-Марія, вперше засвітився під час правління Ізабели II.
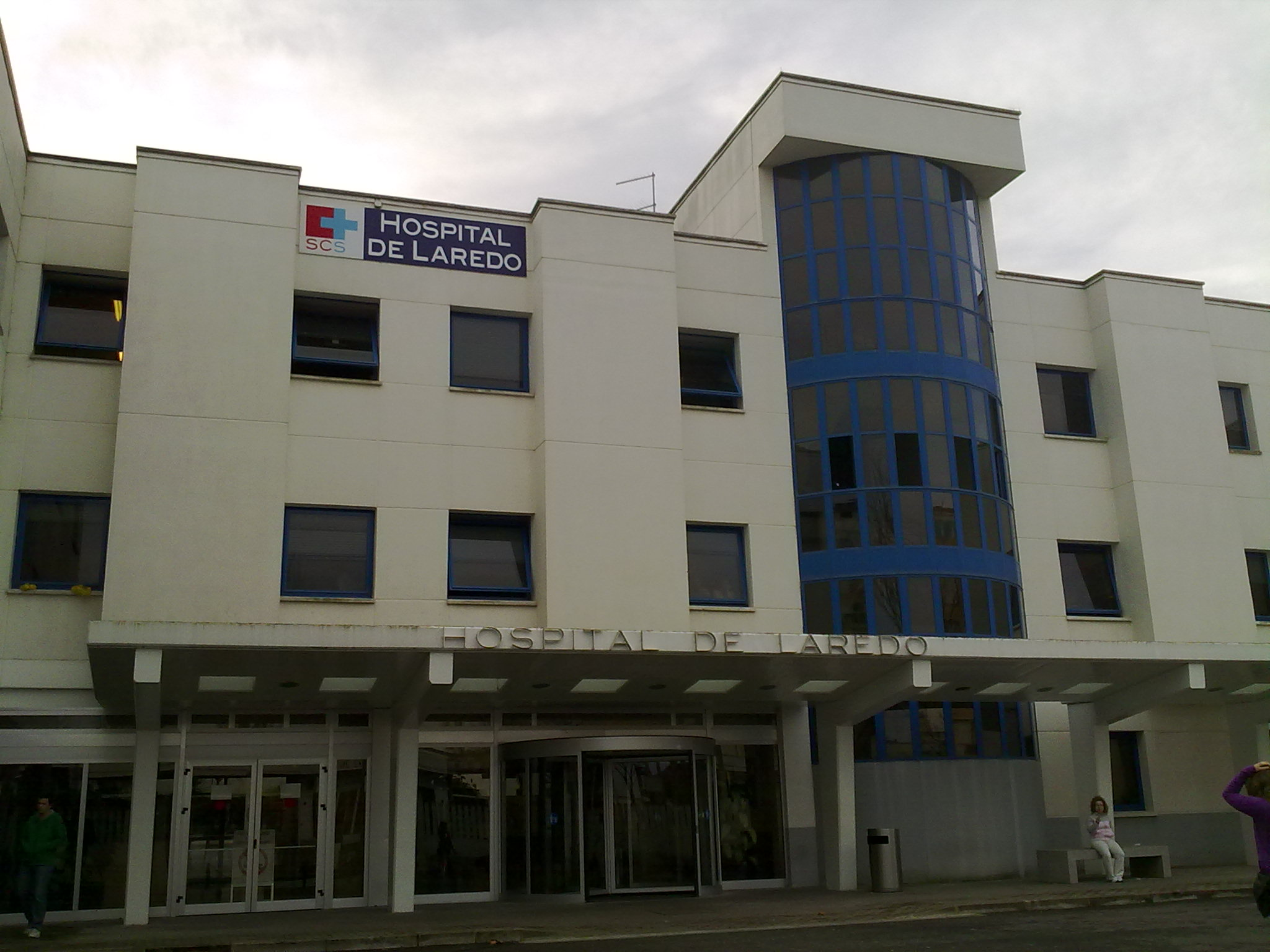
Лікарня округу Ларедо
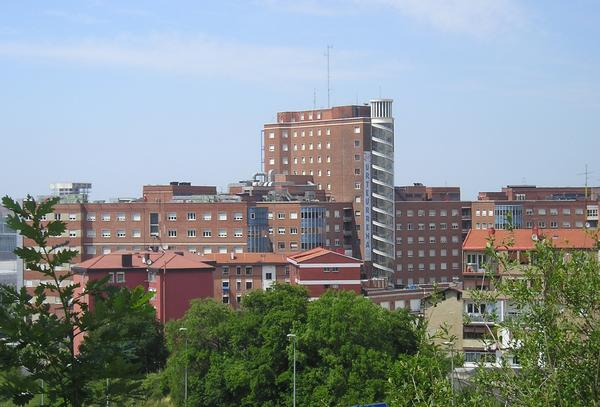
Вид на госпіталь Крусес